# Christo Petrow
Christo Christow Petrow, bułg. Христо Христов Петров (ur. 19 grudnia 1979 w Sofiiu) – bułgarski raper, występujący pod pseudonimem Ico Chazarta, a także osobowość telewizyjna i polityk, deputowany krajowy, poseł do Parlamentu Europejskiego X kadencji.

## Życiorys
Ukończył szkołę średnią NGDEK „Sweti Konstantin Kirił Fiłosof” w Sofii. Kształcił się następnie w zakresie administracji publicznej na Nowym Uniwersytecie Bułgarskim, jednak przerwał studia po dwóch latach. W 1996 wraz z dwójką znajomych założył zespół hip-hopowy Ypsurt, pisząc teksty utworów i występując jako Ico Chazarta. Grupa w 1999 wydała pierwszy album pt. Bozdugan, która przyniosła jej rozpoznawalność dzięki przebojowi Nonstop. Zespół osiągnął sukces komercyjny, wysoką sprzedaż odnotował jej album Quattro.
W 2009 Christo Petrow brał udział w jednej z edycji programu Big Brother dla celebrytów. Był też jurorem bułgarskiej wersji programu Got Talent.
W listopadzie 2021 z ramienia nowo założonego ugrupowania Kontynuujemy Zmianę uzyskał mandat deputowanego do Zgromadzenia Narodowego 47. kadencji. W wyborach z października 2022 oraz kwietnia 2023 z powodzeniem ubiegał się o poselską reelekcję. W 2024 dzięki głosom preferencyjnym został natomiast wybrany do Europarlamentu X kadencji.